# Escurial de la Sierra
Escurial de la Sierra è un comune spagnolo di 306 abitanti situato nella comunità autonoma di Castiglia e León.